# Latrodectus curacaviensis
Espèce
Synonymes
- Aranea curacaviensis Müller, 1776
- Latrodectus geographicus F. O. Pickard-Cambridge, 1902
- Latrodectus foliatus Mello-Leitão, 1940

Latrodectus curacaviensis est une espèce d'araignées aranéomorphes de la famille des Theridiidae.

## Distribution
Cette espèce se rencontre en Amérique du Sud et aux Petites Antilles.

## Description

Latrodectus curacaviensis vue ventrale

La femelle décrite par McCrone et Levi en 1964 mesure 6,5 mm.

## Étymologie
Son nom d'espèce, composé de curaca(vi) et du suffixe latin -ensis, « qui vit dans, qui habite », lui a été donné en référence au lieu de sa découverte, Curaçao.

## Publication originale
- Müller, 1776 : Des Ritters Carl von Linné, königlich schwedischen Leibarztes sc. Wollständiges Natursystem nach der zwölsten lateinischen Ausgabe und nach Anleitung des holländischen houttuynischen Werks mit einer ausführlichen Erklärung. Suppl. und Registerband. Nürnberg, p. 342-344.